# Titularbistum Hadriane
Hadriane war eine antike Stadt in der römischen Provinz Pamphylia bzw. Lycia et Pamphylia an der westlichen Mittelmeerküste der heutigen Türkei.
Hadriane (italienisch: Adriane) ist ein ehemaliges Bistum der römisch-katholischen Kirche und heute ein Titularbistum. Es gehörte der Kirchenprovinz Perge an.
| Titularbischöfe von Hadriane |                      |                                                                                      |                  |                    |
| Nr.                          | Name                 | Amt                                                                                  | von              | bis                |
| 1                            | Edmund Nowicki       | Koadjutorbischof von Danzig (Polen)                                                  | 26. April 1951   | 1. Dezember 1956   |
| 2                            | Angelo Prinetto      | Apostolischer Vikar von Loreto (Italien)                                             | 18. Oktober 1961 | 29. März 1993      |
| 3                            | Wassylij Medwit OSBM | Apostolischer Exarch von Kiew und Wyschhorod Weihbischof in Donezk-Charkiw (Ukraine) | 30. März 1994    | 12. September 2024 |